# 알라 마드리드 이 나다 마스
알라 마드리드 이 나다 마스(스페인어: Hala madrid y nada más)는 레알 마드리드의 응원가이다.

## 배경
2013/14시즌 레알 마드리드는 UEFA 챔피언스 리그 10회 우승인 라 데시마를 달성하고, 결승에서 FC 바르셀로나를 꺾어 코파 델 레이 우승을 차지하며 더블을 달성하였다. 이는 UEFA 챔피언스 리그 10회 우승인 라 데시마 기념곡으로, Y nada más의 뜻은 "아무것도 더 필요하지 않다""지금이 최고이다" 같은 뜻을 내포하고 있다.

## 가사
"Historia que tu hiciste, historia por hacer

porque nadie resiste, tus ganas de vencer

네가 만든 역사와 만들 역사,

Ya salen la estrellas, mi viejo Chamartin

de lejos y de cerca, nos traen hasta aqui

내 옛 차마르틴, (그곳에서)별들이 뜨고 있다

먼곳이든 가까운 곳에서든 여기까지 올 수 있도록

Llevo tu camiseta, pegada al corazon,

los dias que tu juegas, soy todo lo que soy

네 유니폼을 내 심장에 붙이고 다닌다.

네가 게임을 하는 날에는 너는 내 전부이다.

Ya corre la Saeta, ya ataca mi Madrid,

soy lucha, soy belleza, el grito que aprendi

화살이 날아간다, 내 마드리드는 공격한다

"나는 투쟁, 나는 아름다움" 이 외침을 배웠다.

Madrid, Madrid, Madrid, ¡Hala Madrid!

y nada mas, y nada mas, ¡Hala Madrid!

마드리드, 마드리드, 마드리드. 알라 마드리드!

아무것도 더 말고, 아무것도 더 말고, 알라 마드리드!

Historia que tu hiciste, historia por hacer

porque nadie resiste, tus ganas de vencer

네가 만든 역사와 네가 만들 역사,

네가 승리하고자 하는 마음은 아무도 이길 수 없으니까

Ya salen la estrellas, mi viejo Chamartin

de lejos y de cerca, nos traen hasta aqui

내 옛 차마르틴, (그곳에서)별들이 뜨고 있다

먼곳과 가까운 곳에서도 여기까지 올 수 있도록

Madrid, Madrid, Madrid, ¡Hala Madrid!

y nada mas, y nada mas, ¡Hala Madrid!

마드리드, 마드리드, 마드리드. 알라 마드리드!

아무것도 더 말고, 아무것도 더 말고, 알라 마드리드!